# Little Injin

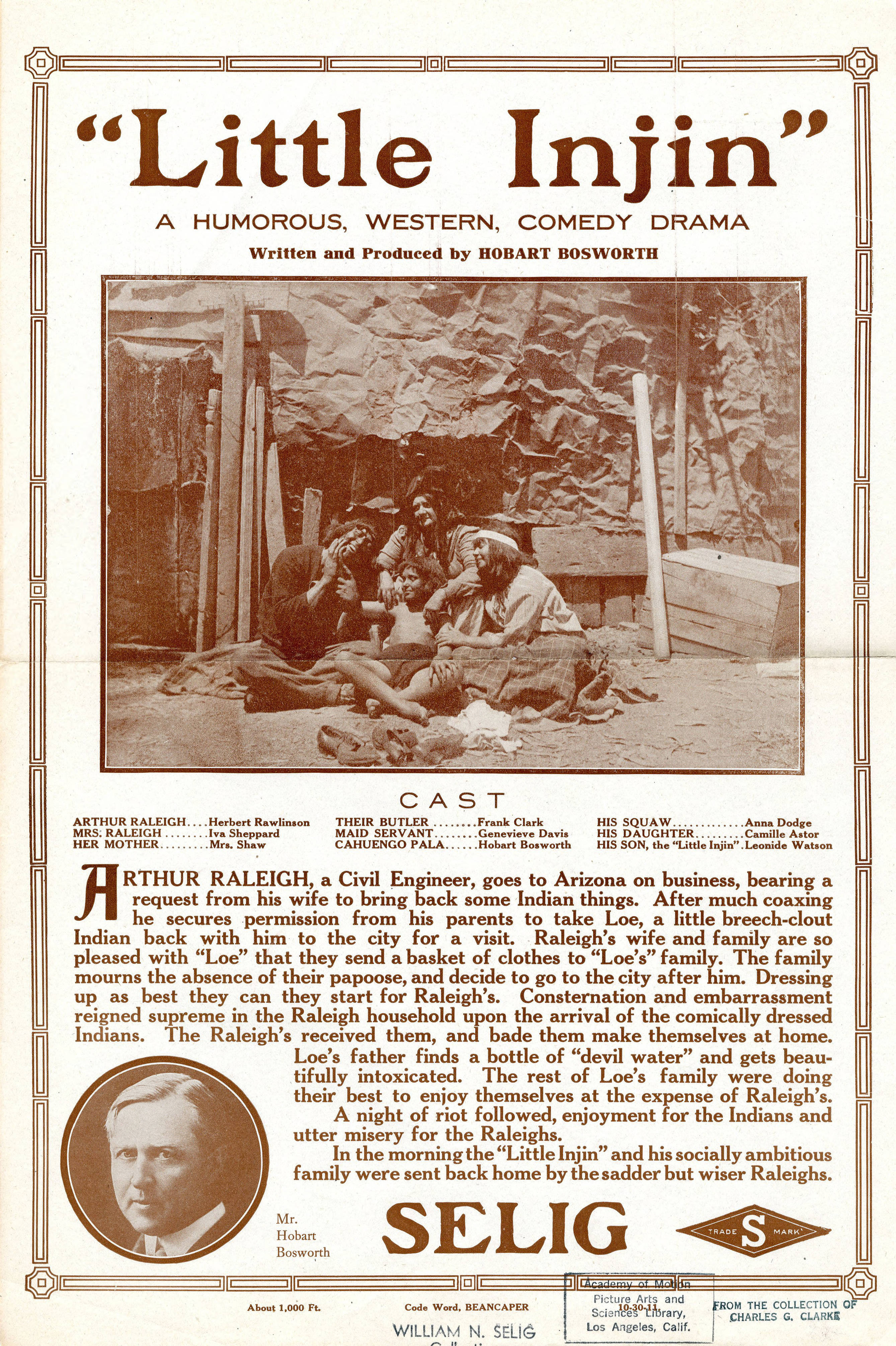
Affiche tirée du film Little Injin réalisé par Hobart Bosworth.

Little Injin est un film muet américain réalisé par Hobart Bosworth et sorti en 1911.

## Fiche technique
- Réalisation : Hobart Bosworth
- Scénario : Hobart Bosworth
- Production : William Selig
- Date de sortie :  États-Unis : 30 octobre 1911

## Distribution
- Hobart Bosworth
- Iva Shepard
- Mrs L. Shaw
- Frank Clark
- Genevieve Davis
- Herbert Rawlinson
- Anna Dodge
- Camille Astor
- Leonide Watson